# Jean-Jacques Lamboley
Jean-Jacques Lamboley (Héricourt, 10 de septiembre de 1920-Thonon-les-Bains, 20 de julio de 1999) fue un deportista francés que compitió en ciclismo en la modalidad de pista. Ganó dos medallas en el Campeonato Mundial de Ciclismo en Pista, plata en 1947 y oro en 1948.

## Medallero internacional
| Campeonato Mundial | Campeonato Mundial       | Campeonato Mundial | Campeonato Mundial |
| Año                | Lugar                    | Medalla            | Competición        |
| ------------------ | ------------------------ | ------------------ | ------------------ |
| 1947               | París (Francia)          | Medalla de plata   | Medio fondo (P)    |
| 1948               | Ámsterdam (Países Bajos) | Medalla de oro     | Medio fondo (P)    |